# Mnich (poemat Tarasa Szewczenki)

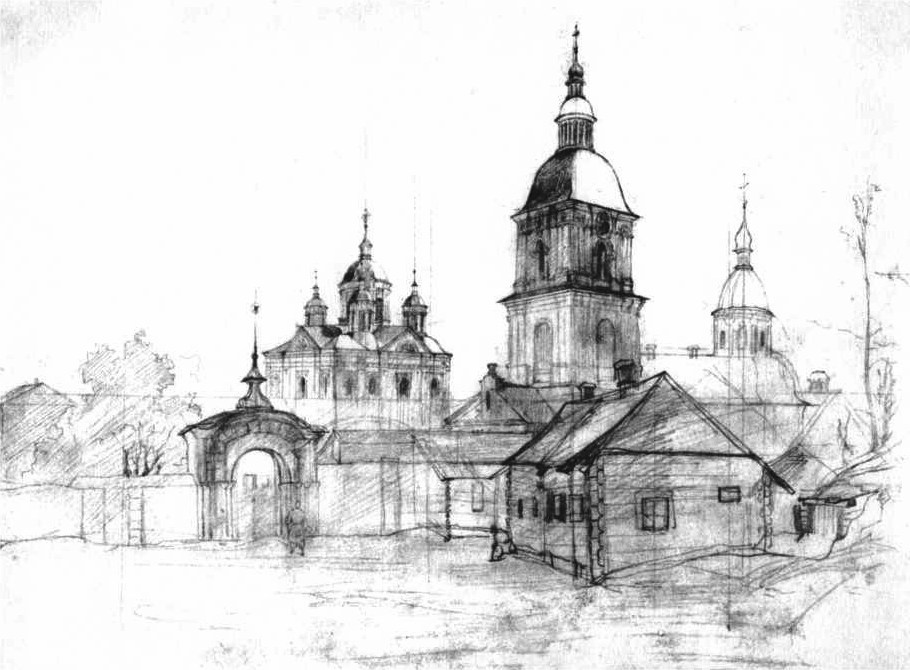
Monaster Międzygórski, rysunek Tarasa Szewczenki z 1843

Mnich (oryg. ukr. Чернець) – poemat Tarasa Szewczenki napisany w czasie zesłania poety do Twierdzy Orskiej, w drugiej połowie 1847. Opublikowany po raz pierwszy w 1861 na łamach czasopisma Основа.

## Okoliczności powstania utworu
Mnich należy do utworów napisanych przez Szewczenkę pomimo zakazu pisania i malowania, jaki został na niego nałożony w momencie zesłania do Twierdzy Orskiej. Podobnie jak inne dzieła z tego okresu, poemat został zapisany w zeszycie, jaki poeta w obawie przed konfiskatą ukrywał w bucie. Inspiracją dla powstania poematu było ludowe podanie o pułkowniku kozackim Semenie Paleju, który miał na starość porzucić życie Kozaka i wstąpić do Monasteru Międzygórskiego jako zwykły mnich. Szewczenko odwiedził ten monaster w 1843 i wykonał jego szkic ołówkiem, planował również namalowanie większego obrazu pt. Semen Palej na Syberii, który to projekt został ostatecznie zrealizowany w innej formie. Szewczenko zanotował w tym okresie również trzy pieśni ludowe, których bohaterem był Palej. Nie zostało rozstrzygnięte, czy Szewczenko wiedział o fałszywości legendy, jaką się zainspirował (Palej zmarł jako człowiek świecki, a w wymienionym monasterze został jedynie pochowany). 
W pierwszej redakcji wiersza Mnich był dedykowany Pantelejmonowi Kuliszowi. Przygotowując utwór do publikacji w 1857 w Nowogrodzie, poeta usunął jednak wzmiankę o nim, podobnie jak 36 ostatnich wersów tekstu. 

## Treść
Poeta wspomina w rozmowie z "kumem" minioną świetność Kozaczyzny. Opowiada o tym, jak w dawnych czasach Kozacy zjeżdżali się po wyprawach do Kijowa i tam, w dzielnicy Padół, urządzali huczne zabawy na ulicy, połączone z tańcem, śpiewem i piciem wódki. Któregoś dnia na w tym miejscu w czasie zabawy pojawił się stary, pięknie ubrany Zaporożec. Był to Semen Palej, który po raz ostatni udał się na hulankę, zanim dotarł do Monasteru Międzygórskiego, by zostać mnichem. 
Jako zakonnik Palej nie potrafił zapomnieć o swoim dawnym życiu, nawet czytając Pismo Święte przypominał sobie o Siczy zaporoskiej, a swoim zesłaniu na Syberię, powrocie na Ukrainę i ostatnich bitwach, w jakich walczył. Zrozpaczony zdał sobie sprawę z tego, że jego działalność nie przyniosła Kozaczyźnie wolności i zwątpił w cały sens swojego życia. W finale poematu (po usunięciu dalszej części w drugiej redakcji dzieła) starzec, słysząc dzwon wzywający mnichów na jutrznię, wychodzi z celi, by mimo tego modlić się za Ukrainę. 

## Cechy utworu
Mnich dokonuje przetworzenia znanego z podania ludowego motywu w duchu patriotyzmu, jaki reprezentował Szewczenko. Postać Paleja została poddana gloryfikacji; staje się on bohaterem narodowym, przepełnionym miłością do Ukrainy i pragnieniem służenia jej w każdy możliwy sposób. 
Dzieło zostało zbudowane w oparciu o poetykę kontrastu - obraz tańczących na ulicy, pijących i śpiewających Kozaków pozostaje wyraźnym przeciwieństwem obrazu samotnie żyjącego zakonnika, którego jedynym zajęciem jest modlitwa i lektura Biblii. Równocześnie utwór dokonuje wyraźnej idealizacji Kozaczyzny zniszczonej przez carską Rosję - ukazuje ją jako społeczność egalitarną, silnie zintegrowaną, pełną radości życia i umiłowania wolności. Z kolei obraz samotnego, wspominającego dawne życie i cierpiącego z powodu poniesionych klęsk Paleja wykazuje dużą głębię psychologiczną. 
Zdaniem M. Rylskiego Mnich był jednym z wybitniejszych utworów Szewczenki, co zawdzięczał prostocie i regularności kompozycji, a także zestawieniu tragizmu sytuacji lirycznej z bardziej optymistycznym przesłaniem (główny bohater, mimo zwątpienia, nadal kocha swoją ojczyznę). P. Demucki napisał muzykę do Mnicha, tworząc utwór chóralny, natomiast M. Werykiwski stworzył na jego podstawie poemat muzyczny Mnich dla basa i orkiestry symfonicznej.